# Iglói Éva
Iglói Éva (Mosonmagyaróvár, 1945. augusztus 7. – Gödöllő, 2019. március 17.) magyar néptáncos, koreográfus.

## Életútja
Erdőkertesen nőtt felt. A Szegedi Tanárképző Főiskola magyar-orosz szakán diplomázott. A Vadrózsák Táncegyüttes, majd a kaposvári Somogy Táncegyüttesben szerepelt éveken át.
A zsámboki iskola tanáraként érte el első koreográfusi sikereit mint a gyermekcsoport vezetője. A Népművelési Intézet táncos képzésein B-kategóriás együttes vezetői képesítést is szerzett. 1982 és 1995 között a bagi művelődési ház vezetőjeként a népi együttes vezetését is elvállalta. 1992-ben a Gödöllői Táncegyüttes alapító vezetője volt. A Gödöllői Táncegyüttes Gyermekszínházának létrehozásában is részt vett.

## Díjai
- Bessenyei György-díj (1992)